# Momento-sera
Momento-sera, fondato nel 1946, è uno storico quotidiano italiano con sede a Roma, di proprietà dell'Avv. Luigi Piccarozzi. Nel corso degli anni settanta ha ottenuto una discreta notorietà, soprattutto per l'ampio spazio dedicato ai contenuti sportivi. Del quotidiano esiste oggi una testata on-line.

## Storia

### Fondazione
Il quotidiano fu fondato a Roma nel 1946 da Tomaso Smith, già direttore de Il Messaggero e fondatore dei quotidiani Il Momento e Il Paese. Nato come edizione pomeridiana de Il Momento, entrò poi a far parte dell'impero editoriale di Attilio Monti. 
Nella sua lunga storia il giornale è stato al centro di alcune controversie. All'indomani della strage di Piazza Fontana pubblicò in prima pagina la notizia che il figlio dell'onorevole democristiano Belisario era nella lista dei terroristi ricercati. La notizia, priva di qualsiasi fondamento, fu in seguito smentita, ma nel frattempo Belisario era morto d'infarto.
Il giornale sopravvisse sino all'agosto del 1977, come edizione serale. Tornò in edicola l'8 marzo del 1991 per poi chiudere nuovamente il 6 novembre 1996. Fu sempre su posizioni moderate e filo-governative.

### Rifondazione
Nel 2000 il giornale viene rifondato come testata online sotto la direzione di Luigi Piccarozzi.

## Direttori
- Tomaso Smith
- Giulio De Marzio
- Marco Franzetti
- Antonio Sergio
- Lucio De Caro
- Mario Guerra
- Salvatore Dagata
- Gian Luigi Borgo
- Giancarlo Vigorelli
- Realino Carboni
- Ettore Brusco
- Luigi Piccarozzi